# گل گندم زرد
گل گندم زرد (نام علمی: Centaurea solstitialis) نام یک گونه از سرده گل گندم است.